# Trichodelitschia bisporula
Trichodelitschia bisporula är en svampart som först beskrevs av P. Crouan & H. Crouan, och fick sitt nu gällande namn av Munk 1953. Trichodelitschia bisporula ingår i släktet Trichodelitschia och familjen Phaeotrichaceae.  Arten är reproducerande i Sverige. Inga underarter finns listade i Catalogue of Life.
I den svenska databasen Dyntaxa används istället namnet Trichodelitschia minuta för samma taxon.  Arten är reproducerande i Sverige.